# Алън Уотс
Алън Уилсън Уотс (на английски: Alan Watts; р. 6 януари 1915 – п. 16 ноември 1973) е сред първите англоезични (Англия, САЩ) философи, които говорят за будизма и даоизма.
Той е британски философ, писател, оратор, известен най-вече като интерпретатор и популяризатор на източната философия за западната аудитория.

## Биография
Роден е в Чизелхърст. 23-годишен се премества в САЩ през 1938 г., натурализиран е през 1943 г., и започва обучение по зен в Ню Йорк при учителя Сокей-ан Сезаки. За да направи кариера, той се обучава в Западната теологична семинария Сиибъри, където получава магистърска степен по теология. Уотс става свещеник на Епископалната църква на САЩ, но напуска своят свещенически сан през 1950 и се премества в Калифорния, където се присъединява към факултета на Американската академия за азиатски изследвания, там между 1951 и 1957 г. преподава сравнителна философия и психология, и е декан от 1953 до 1956 г.
Живеейки на Западното крайбрежие на САЩ, Уотс печели широка популярност и последователи в Района на залива Сан Франциско (днес Силициева долина), където работи като съставящ програмата за радиостанция KPFA, към станция Радио Пасифика в Бъркли, Калифорния. Уотс пише повече от 25 книги и статии по въпроси за източната и западната религия, включително тогава процъфтяващата младежка контракултура на Пътя на зен (The Way of Zen) от 1957, един от първите бестселъри на Запад за Будизма. В Психотерапия – изток и запад Уотс предлага Будизмът да се разглежда като форма на психотерапия, а не просто религия. Както и Олдъс Хъксли преди него, той обяснява човешкото съзнание в есе Новата алхимия („The New Alchemy“) от 1958 и в книгата Щастлива космология (The Joyous Cosmology) от 1962.

## Експерименти
Малко след публикуването на Пътя на зен през 1957 г., след като книгата става бестселър и неговата лекторска аудитория се увеличава, Уотс пътува за Европа, където се среща с Юнг, който е по-близък до неговите възгледи от Фройд. При завръщането си в САЩ той започва леко да експериментира с еуфористични наркотици, първоначално с мескалин, даден му от д-р Оскар Джанигер, по-късно пробва LSD с експериментални групи на д-р Стерлинг Бунел и Майкъл Аргон. Пробва и марихуана.

### Публикувани посмъртно
- 1974 The Essence of Alan Watts, ed. Mary Jane Watts, Celestial Arts
- 1975 Tao: The Watercourse Way, with Chungliang Al Huang, Pantheon
- 1976 Essential Alan Watts, ed. Mark Watts,
- 1978 Uncarved Block, Unbleached Silk: The Mystery of Life
- 1979 Om: Creative Meditations, ed. Mark Watts
- 1982 Play to Live, ed. Mark Watts
- 1983 Way of Liberation: Essays and Lectures on the Transformation of the Self, ed. Mark Watts
- 1985 Out of the Trap, ed. Mark Watts
- 1986 Diamond Web, ed. Mark Watts
- 1987 The Early Writings of Alan Watts, ed. John Snelling, Dennis T. Sibley, and Mark Watts
- 1990 The Modern Mystic: A New Collection of the Early Writings of Alan Watts, ed. John Snelling and Mark Watts
- 1994 Talking Zen, ed. Mark Watts
- 1995 Become What You Are, Shambhala, expanded ed. 2003. ISBN 1-57062-940-4
- 1995 Buddhism: The Religion of No-Religion, ed. Mark Watts A preview from Google Books
- 1995 The Philosophies of Asia, ed. Mark Watts
- 1995 The Tao of Philosophy, ed. Mark Watts, edited transcripts, Tuttle Publishing, 1999. ISBN 0-8048-3204-8
- 1996 Myth and Religion, ed. Mark Watts
- 1997 Taoism: Way Beyond Seeking, ed. Mark Watts
- 1997 Zen and the Beat Way, ed. Mark Watts
- 1998 Culture of Counterculture, ed. Mark Watts
- 1999 Buddhism: The Religion of No-Religion, ed. Mark Watts, edited transcripts, Tuttle Publishing. ISBN 0-8048-3203-X
- 2000 What Is Zen?, ed. Mark Watts, New World Library. ISBN 0-394-71951-4 A preview from Google Books
- 2000 What Is Tao?, ed. Mark Watts, New World Library. ISBN 1-57731-168-X
- 2000 Still the Mind: An Introduction to Meditation, ed. Mark Watts, New World Library. ISBN 1-57731-214-7
- 2000 Eastern Wisdom, ed. Mark Watts, MJF Books. ISBN 1-56731-491-0, three books in one volume: What is Zen?, What is Tao?, and An Introduction to Meditation (Still the Mind). Assembled from transcriptions of audio tape recordings made by his son Mark, of lectures and seminars given by Alan Watts during the last decade of his life.
- 2002 Zen, the Supreme Experience: The Newly Discovered Scripts, ed. Mark Watts, Vega
- 2006 Eastern Wisdom, Modern Life: Collected Talks, 1960–1969, New World Library
- 2017 Collected Letters of Alan Watts, Ed. Joan Watts & Anne Watts, New World Library. ISBN 978-1-60868-415-1